# جوردن فاريا
جوردن فاريا هو لاعب كرة قدم كندي، ولد في 13 يونيو 2000 في برامبتون في كندا. لعب مع Toronto FC II ‏.